# 高村光雲
高村光雲（たかむら こううん、1852年3月8日—1934年10月10日）是日本佛師、雕刻家。幼名光藏。長男高村光太郎是詩人・彫刻家。

## 經歷
祖先是鳥取藩士中島重左衛門。1852年（嘉永5年），生於江戶下谷（現・台東區），是町人・兼吉之子。1863年（文久3年），成為佛師高村東雲的徒弟。之後成為東雲之姐的養子，改姓高村。
明治維新以後，受廢佛毀釋的影響，失去佛師的工作，專心在木雕，積極學習西洋美術，結合傳統的木雕技術和近代的寫實主義，開創近代日本雕刻。
1889年（明治22年）以降，在東京美術學校任職，1890年（明治23年），成為雕刻科教授，同年，成為帝室技藝員。1893年（明治26年），『老猿』在芝加哥萬國博覽會展出。1900年（明治33年），『山靈訶護』在巴黎萬國博覽會展出。1919年（大正8年），成為帝國美術院會員。1926年（大正15年），東京美術學校退職，成為名譽教授。
弟子山崎朝雲、山本瑞雲、米原雲海、關野聖雲等皆是代表近代日本雕刻的雕刻家。

## 代表作

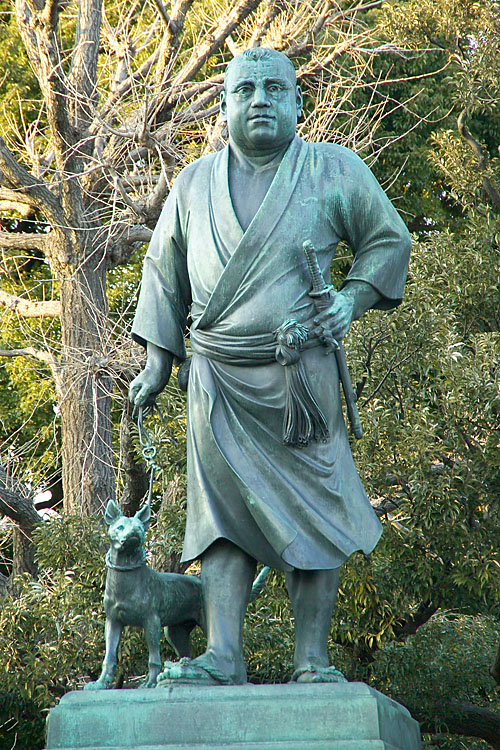
西鄉隆盛像（上野恩賜公園）

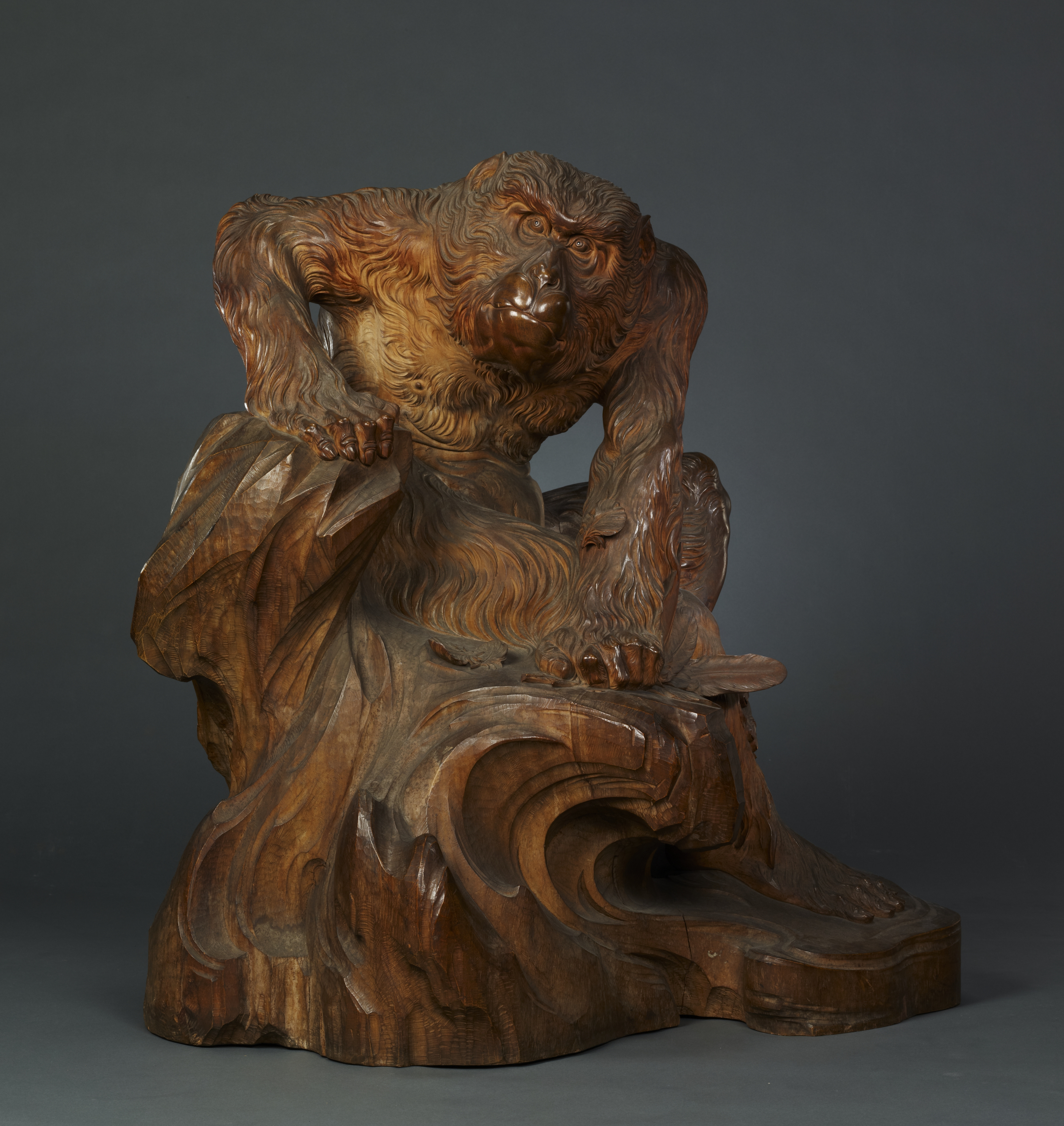
重要文化財「老猿」，1893年

- 老猿（東京國立博物館藏） - 1893年（明治26年）芝加哥萬博展出作品。木雕。指定為國之重要文化財。
- 西鄉隆盛像（上野恩賜公園） - 1897年（明治30年）完成。
- 楠公像（皇居前廣場） - 負責楠公（楠木正成）的頭部。
- 山靈訶護（宮內廳藏） - 巴黎萬博展出作品。

## 著書
- 『高村光雲懐古談』新人物往来社 1970
- 『幕末維新懐古談』岩波書店 1995 ISBN 4003346718
- 『人間の記録 高村光雲 木雕七十年』日本図書センター 2000 ISBN 4820559532

## 脚注
1. ↑  『官報』第2191号、1890年（明治23年）10月16日。

## 外部連結
- 高村 光雲：作家別作品リスト （页面存档备份，存于）（青空文庫）